# در مقابل دیوار
در مقابل دیوار (به آلمانی: Gegen die Wand) (به ترکی استانبولی: Duvara Karşı) فیلمی در ژانر رمانتیک و درام به کارگردانی فاتح آکین است که در سال ۲۰۰۴ منتشر شد. از بازیگران آن می‌توان به سیبل ککیلی اشاره کرد. این فیلم برنده خرس طلایی از جشنواره فیلم برلین شده‌است.